# Леон (Оклахома)
Леон (англ. Leon) — місто (англ. town) в США, в окрузі Лав штату Оклахома. Населення — 74 особи (2020).

## Географія
Леон розташований за координатами 33°52′38″ пн. ш. 97°25′45″ зх. д. / 33.87722° пн. ш. 97.42917° зх. д. (33.877342, -97.429045).  За даними Бюро перепису населення США в 2010 році місто мало площу 0,69 км², уся площа — суходіл.

## Демографія
Згідно з переписом 2010 року, у місті мешкала 91 особа в 40 домогосподарствах у складі 27 родин. Густота населення становила 132 особи/км².  Було 51 помешкання (74/км²).
Расовий склад населення:
| - 93,4 % — білих - 4,4 % — корінних американців |

До двох чи більше рас належало 2,2 %. Частка іспаномовних становила 1,1 % від усіх жителів.
За віковим діапазоном населення розподілялося таким чином: 22,0 % — особи молодші 18 років, 57,1 % — особи у віці 18—64 років, 20,9 % — особи у віці 65 років та старші. Медіана віку мешканця становила 44,7 року. На 100 осіб жіночої статі у місті припадало 93,6 чоловіків;  на 100 жінок у віці від 18 років та старших — 97,2 чоловіків також старших 18 років.
Середній дохід на одне домашнє господарство  становив 30 821 долар США (медіана — 25 000), а середній дохід на одну сім'ю — 38 108 доларів (медіана — 33 333). За межею бідності перебувало 41,0 % осіб, у тому числі 0,0 % дітей у віці до 18 років та 25,0 % осіб у віці 65 років та старших.
Цивільне працевлаштоване населення становило 22 особи. Основні галузі зайнятості: освіта, охорона здоров'я та соціальна допомога — 27,3 %, роздрібна торгівля — 18,2 %, науковці, спеціалісти, менеджери — 13,6 %, мистецтво, розваги та відпочинок — 13,6 %.